# Whip
Whip (z angl. doslovně přeloženo „Bič“) je v politické hierarchii v anglofonních zemích vysoký funkcionář politické strany, jehož úkolem je zajistit stranickou disciplínu v zákonodárném sboru. Ve své roli musí zajistit, aby členové strany hlasovali v souladu se stranickou platformou, a nikoli podle své vlastní ideologie nebo vůle svých sponzorů či voličů. Whipové jsou „vymahači“ strany. Snaží se zajistit, aby se jejich straničtí kolegové zákonodárci účastnili hlasovacích zasedání a hlasovali v souladu s oficiální politikou své strany. Poslanci, kteří hlasují proti politice strany, mohou být i vyloučeni ze strany.
Termín je převzat od „bičíkáře“ při honu, který se snaží zabránit tomu, aby se lovečtí psi zatoulali od své smečky.
Kromě toho může výraz „whip“ znamenat pokyny pro hlasování, vydávané zákonodárcům, nebo postavení určitého zákonodárce v parlamentním uskupení jeho strany.